# 弗拉季斯拉夫大厅
弗拉季斯拉夫大厅（Vladislavský sál）是中世纪式的布拉格城堡内面积最大的大厅，国王的会议厅，用于公众节日的代表大会，议会等。
弗拉季斯拉夫大厅为晚期哥特式的长方形房间，长62米，宽16米，有5个高13米的带肋拱顶，和文艺复兴式的矩形窗。
大厅南侧是一个石头阳台，可观看美丽的城市景色。从大厅西南角可通往卢德维克翼（从城堡的南立面向外延伸）。大厅的东侧毗邻诸圣堂（Kostel Všech svatých），但已经无法直接进入。院子门口是古老的楼梯。  
弗拉季斯拉夫大厅修建于1490年到1502年，建筑师为贝尼迪克·列特（Benedikt Rejt），至今保持原貌。这里作为会议厅，举行正式宴会，1791年工业展览会，自1918年起用于总统选举等大型公共庆祝活动。 